# Treibeis

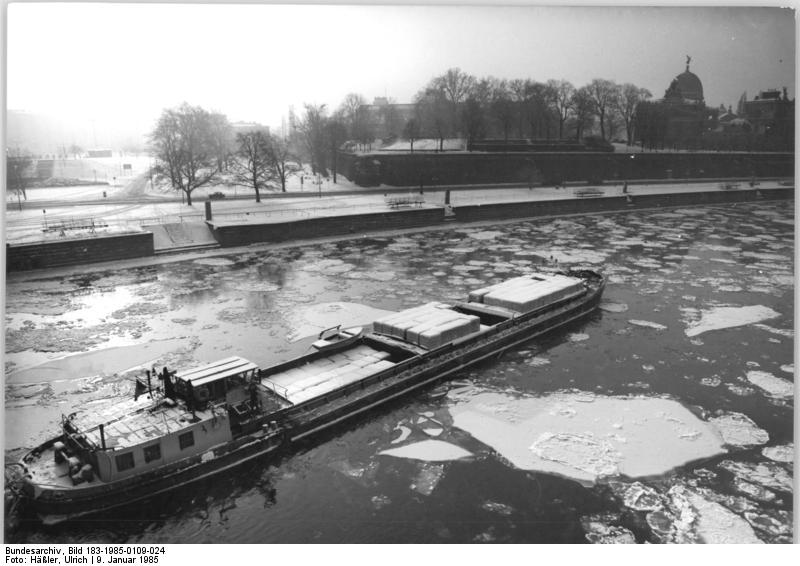
Treibeis auf der Elbe bei Dresden, 1985

Treibeis, auch Drifteis genannt, ist Eis, das auf Flüssen, Seen oder Meeren treibt. In Flüssen bildet sich an der Flusssohle Grundeis, das aufsteigt und mit der Strömung flussabwärts transportiert wird. Im offenen Meer treiben Eisberge, die sich von Gletschern und Inlandeismassen ablösen, und Eisschollen, die von der Eisdecke des Polarmeeres ihre Drift mit den kalten Meeresströmungen beginnen. Neben dem Ostgrönlandstrom zählt auch der Labradorstrom zu diesen Strömungen, die Eis äquatorwärts in Gebiete niederer Breite verfrachten. Der Bereich, bis zu dem Eismassen in Richtung des Äquators vordringen, wird „Treibeisgrenze“ genannt. Für die Schifffahrt stellt das Treibeis eine große Gefahr dar, da es vor allem im viel befahrenen Nordatlantik in Form von Eisbergen während der Monate April bis August reichlich vorhanden ist. In speziellen Karten wird deshalb die Treibeisgrenze monatlich aufgezeichnet.